# Concert din muzică de Bach (roman)
Concert din muzică de Bach este un roman scris de Hortensia Papadat-Bengescu și publicat pentru prima oară în anul 1927 de către Editura „Ancora”, S. Benvenisti & Co. din București.
Romanul urmărește destinul principalelor personaje din Fecioarele despletite (1925), fiind cel de-al doilea volum din Ciclul Hallipilor, numit astfel după familia ai cărei reprezentanți se află în centrul acțiunii. Următoarele romane ale ciclului sunt Drumul ascuns (1932), Rădăcini (1938) și Străina (roman scris între 1942 și 1955, considerat pierdut, recuperat și publicat de Fundația Națională pentru Știință și Artă a Academiei Române în anul 2013, la 58 de ani după moartea scriitoarei).
Întreaga acțiune a romanului se învârte în jurul unui concert din muzică de Bach patronat de Elena Hallipa-Drăgănescu, eveniment monden de prim rang la care sunt invitați oameni din înalta societate a Bucureștilor. Romanul a fost considerat de George Călinescu ca fiind „tablou al unei societăți în mers spre perfecția aristocratică, deocamdată numai în faza snobismului”.

## Rezumat
Acțiunea romanului se petrece în Bucureștii din primii ani de după Primul Război Mondial și continuă destinul membrilor familiei Hallipa. Divorțată de Doru Hallipa, cocheta Lenora se căsătorise cu medicul Walter, continuând să o întrețină pe Coca-Aimée, fiica ei cea mică. În același timp, fiica cea mare a Lenorei, Elena, se căsătorise cu industriașul milionar George Drăgănescu din dorința de a se răzbuna pe fostul ei logodnic, prințul Maxențiu, fiindcă cedase farmecelor surorii ei vitrege, Mika-Lé. Soții Drăgănescu răscumpăraseră moșia Prundeni pe care Doru Hallipa o vânduse mai demult. Având avere și prestigiu social, Elena Drăgănescu și-a transformat saloanele casei sale de pe bulevardul Lascăr Catargiu în spații pentru recepții mondene la care participau oameni din protipendada capitalei. Acolo erau organizate serate muzicale în fiecare joi, precum și două concerte anuale cu numeroși invitați. În acea toamnă era programat să aibă loc un concert din muzică de Bach, la care o parte din invitații fuseseră trimise din timp.
Evenimentele prezentate în acest roman se petrec fie în casa Elenei Drăgănescu, fie în casa doctoriței Lina (verișoara Lenorei și soția profesorului Rim) sau în palatul prințului Maxențiu (fost logodnic al Elenei, căsătorit cu doi ani în urmă cu „făinăreasa” Ada Razu). Toate cele trei căsnicii s-au realizat din interes: Elena a vrut să-l pedepsească pe fostul logodnic, doctorița Lina a dorit să dobândească un statut social superior, ajutându-și soțul să obțină o catedră universitară, în timp ce prințul Maxențiu și Ada Razu au încheiat o căsătorie de conveniență, din care primul a făcut rost de bani pentru a răscumpăra moșia Plăesele, în timp ce „făinăreasa” a obținut un titlu nobiliar. Multe întâmplări sunt relatate de către Mini și Nory, două femei din înalta societate care vizitează toate cele trei familii, transmițând noutățile celorlalte personaje; ambele femei îndeplinesc astfel rolul de personaje-reflector.
După ce a plasat-o pe fiica sa, Sia, ca infirmieră a profesorului Rim, Lică Trubadurul (un „crai” de mahala înrudit cu familia Hallipa) o cunoaște pe Ada Razu, care este impresionată de curajul și de siguranța cu care acesta oprește calul speriat ce risca să răstoarne docarul prințului Maxențiu. Ada îl angajează pe Lică pe postul de maestru dresor al grajdurilor princiare și apoi ca profesor de echitație, iar cei doi devin amanți. Dornică de a pătrunde în înalta societate și de a evita bârfele compromițătoare cu privire la relația ei cu un bărbat de rang inferior, prințesa urmărește să fie invitată la concertul din casa familiei Drăgănescu și să-și introducă amantul cu această ocazie în lumea mondenă.
Având o sănătate șubredă, prințul Maxențiu suferă o congestie pulmonară ca urmare a faptului că soția sa îl lua pe la tot felul de evenimente în aer liber. Medicul consultat de familie dezvăluie faptul că prințul este bolnav de tuberculoză și recomandă internarea lui în sanatoriul de la Leysins (Elveția). Prințesa refuză, invocând cheltuielile prea mari, dar se folosește de boala acestuia pentru a invita acasă tot mai mulți musafiri din lumea bună care să-l viziteze pe bolnav, sperând să obțină astfel o invitație la concert. Ocazia de a pătrunde în saloanele Elenei Drăgănescu se ivește odată cu sosirea în țară a muzicianului de talie europeană Marcian (văr cu Maxențiu), care este convins de Ada să cânte la concertul din muzică de Bach. Obținând invitația mult dorită, Ada acceptă trimiterea prințului la Leysins. Amânat de mai multe ori din diferite motive, concertul este programat definitiv pentru data de 16 aprilie. 
În acest timp, aflat în ascensiune socială, Lică se simte tot mai rușinat de urâțenia și mojicia Siei și începe s-o evite, iar, ca un gest de răzbunare, fata acceptă avansurile nerușinate ale profesorului Rim. Alungată din casă de Lina, Sia este găzduită de gemenii degenerați Hallipa care profită și ei de biata fată. Sia rămâne gravidă și moare din cauza unei infecții grave survenite în urma unei întreruperi de sarcină realizate rudimentar. Toate personajele iau parte la slujba de înmormântare a Siei de la Biserica Amzei, ascunzându-și sub o mască îndurerată nerăbdarea de a participa la concertul ce urma să aibă loc în seara următoare. Veștile primite în aceeași zi confirmă ascensiunea socială a lui Lică: prințul Maxențiu murise, iar un fruntaș conservator îi propune să candideze pentru un loc vacant de deputat în județul Bihor.

## Structură
Romanul este împărțit în 18 capitole, numerotate cu cifre romane (de la I la XVIII) și fără titluri.

## Personaje
- Elena Hallipa-Drăgănescu — urmașă a unei familii de moșieri, fiica Lenorei și a lui Doru Hallipa, fosta logodnică a prințului Maxențiu și actuala soție a lui George Drăgănescu
- George Drăgănescu — industriaș milionar provenit dintr-o familie de cârciumari, proprietarul mai multor fabrici și director al unei bănci, trăiește în umbra soției sale căreia îi datorează prestigiul social
- Elena (Lina) Gugiu-Rim — medic mamoș, fiica unui farmacist din Tecuci, verișoara Lenorei și soția profesorului Rim, o femeie urâtă și bondoacă, dar harnică și blajină
- Rim — medic de origine germană, profesor universitar de anatomie la Facultatea de Medicină din Iași și apoi la cea din București, fiu al unui vameș sas din Ungheni; se complace în rolul de bolnav închipuit[1]
- Vasile (Lică) Petrescu poreclit Trubadurul — fante de mahala, fost plutonier-major de cavalerie, fratele Lenorei și verișorul Linei
- Anastasia (Sia) Petrescu — infirmiera profesorului Rim, fiica naturală a lui Lică și a Linei,[1] o fată urâtă, leneșă și înceată la minte, în vârstă de 19 ani
- prințul Maxențiu — aristocrat bolnăvicios și ramolit, proprietarul moșiei Plăesele, fiul prezumtiv al unui prinț bătrân și decavat și al cântăreței franceze de varieteu Zaza
- Ada Razu poreclită „Făinăreasa” — unica moștenitoare a celei mai mari fabrici de făină din țară, soția prințului Maxențiu, s-a căsătorit nu din dragoste, ci pentru a beneficia de titlul princiar al soțului ei
- Victor Marcian[9] — muzician de talie europeană, vărul prințului Maxențiu, fiul unei surori a Zazei și a unui mic funcționar
- Mini — confidenta Elenei Drăgănescu și a Linei Rim
- Nory Baldovin — fiica boierului Baldovin dintr-o relație extraconjugală cu fata administratorului de moșie, confidenta Elenei Drăgănescu și a Linei Rim
- Mika-Lé (Norica) — fiica Lenorei Hallipa dintr-o relație extraconjugală cu un zidar italian, sora vitregă a Elenei Drăgănescu, poartă numele mamei sale; după o încercare de sinucidere cauzată de o decepție amoroasă este primită în casa Elenei pe post de secretară a familiei
- Dorin și Codin Hallipa — doi gemeni degenerați cu inteligențe complementare; deși nu absolviseră nici măcar liceul, s-au întors din Germania cu o diplomă de farmaciști și au fost luați ca laboranți de profesorul Rim
- moșica Mari — o moașă din București, căsătorită apoi cu un negustor de vinuri îmbogățit după război, amantă ocazională a lui Lică
- doctorul Răut — medicul prințului Maxențiu, profesor universitar
- mister Whip — jocheul-șef al grajdurilor de curse Maxențiu, de origine germană
- Vardali — aristocrat autentic, fost ministru, fruntaș al unei facțiuni conservatoare
- Vladici — „colportorul monden”, curier diplomatic
- pictorul Greg — fost amant al Mikăi-Lé
- baba — bucătăreasa familiei Rim

## Scrierea și publicarea romanului
Integrarea Hortensiei Papadat-Bengescu în cenaclul literar „Sburătorul” organizat de criticul Eugen Lovinescu în primii ani de după Primul Război Mondial a determinat o evoluție a prozei sale de la nuvelele cu substrat psihologic scrise într-un mod stângaci la romanele cu specific citadin, mult mai obiective. Acestui cenaclu i se datorează într-o mare măsură înflorirea romanului românesc citadin prin promovarea scrierilor lui Camil Petrescu și Hortensia Papadat-Bengescu.
Romanul Fecioarele despletite, publicat în anul 1925, i-a adus scriitoarei un anumit grad de notorietate și a marcat inițierea unui ciclu romanesc cunoscut drept „ciclul Hallipilor”. Cartea relata o serie de întâmplări referitoare la un grup de personaje din familia Hallipa, avându-i în prim-plan pe soții Lenora și Doru Hallipa și pe descendenții lor. 
După cum precizează scriitoarea în autobiografia sa, ciclul Hallipa nu a fost conceput după un plan elaborat în prealabil, ci s-a format ca și ciclul Comăneștenilor al lui Duiliu Zamfirescu prin „sciziparitate literară” din dorința de a prezenta în detaliu o serie de întâmplări legate de familia Hallipa. Lipsa unui plan prealabil determină existența unor neconcordanțe în plan cronologic; astfel personajul Doru Hallipa, despre care se afirmă în Drumul ascuns că ar fi murit, apare viu în Rădăcini, roman cu o acțiune ulterioară.
Concert din muzică de Bach este cel de-al doilea roman al ciclului Hallipilor, prezentând întâmplările prin care trec descendenții Lenorei și ai lui Doru Hallipa, precum și personajele apropiate lor. Romanul a fost scris în anul 1925, fiind citit în ședințele literare ale cercului „Sburătorul” și modificat în urma discuțiilor cu membrii cenaclului, după cum precizează autoarea la începutul cărții („acest roman s-a citit pe măsură ce a fost scris și a fost lucrat, pe măsură ce s-a citit în ședințele literare ale cercului „Sburătorul” din anul 1925”). Cartea a fost publicată în 1927 de Editura „Ancora”, S. Benvenisti & Co. din București, cea care publicase anterior și primul roman al ciclului.

## Locul ciclului Hallipilor în istoria literaturii române
Ciclul romanesc al Hallipilor este o frescă socială privită din perspectiva unei familii, cu ramificațiile ei. El se situează în descendența ciclului Les Rougon-Macquart (1871–1893) al lui Émile Zola, care prezenta decăderea clasei boierești prin „adulterarea sângelui”, și care-și găsise ecou în literatura română în ciclul Comăneștenilor al lui Duiliu Zamfirescu.
După o evoluție greoaie și îndelungată, romanul românesc a început să se dezvolte într-un ritm grăbit în perioada de după Primul Război Mondial, străduindu-se să se adapteze tendințelor înnoitoare din literatura occidentală. O nouă generație de romancieri printre care Liviu Rebreanu, Camil Petrescu și Hortensia Papadat-Bengescu se orientează către romanul de analiză psihologică, sondând subconștientul și iraționalul personajelor cu scopul de a descoperi motivația comportamentelor și rațiunea ascunsă a acțiunilor și simțirilor omenești. Romanele Hortensiei Papadat-Bengescu urmăresc să limpezească structurile morale ale personajelor, folosindu-se de modul retrospectiv al amintirii derivat din scrierile lui Marcel Proust.

## Analiză literară
Volumele ciclului Hallipilor au o oarecare independență între ele, acțiunea fiind mutată de la un grup la altul. Menținerea obiectivității auctoriale se realizează în primele două volume prin folosirea unor personaje-reflector, martori ai evenimentelor relatate precum Mini și Nory. Cele două personaje nu au o existență efectivă, ci îndeplinesc doar rolurile de transmițători, vizitând locuințele mai multor familii, amestecându-se în toate intimitățile și divulgând cu cinism secretele aflate, împreună cu propriile lor reflecții. Astfel, doctorul Rim este catalogat „un monstru, un maimuțoi, o gorilă, neamțul, Rimul deșelat și spălăcit”, nefericita Sia „duloaica, satana de fată, fata aceea trunchioasă, matahala, jăvruța”, iar gemenii Hallipa „croncani, cei doi neghiobi, tâmpiții” etc. Reflecțiile cinice și triviale ale celor două personaje-reflectori se aud chiar și în biserică, la înmormântarea Siei.
Spre deosebire de primul volum al ciclului, Concert din muzică de Bach are o substanță epică mai accentuată, iar rolul personajelor-reflector se estompează în cea de-a doua parte a romanului, deși continuă să realizeze legătura între cele trei acțiuni ale romanului. Personajele primelor două romane sunt în mare parte comune, dar în cel de-al doilea roman soții Hallipa (Doru și Lenora) nu apar decât la final (la înmormântarea Siei); sunt adăugate aici alte două personaje: Sia și prințesa Ada Razu, care nu apăruseră în primul roman.
Autoarea preia descrierea acțiunii, prezentând în paralel mai multe întâmplări ce se desfășoară în diferite familii și care sunt unite între ele atât prin combinațiile mondene generate de concertul din muzică de Bach, cât și prin vizitele personajului Lică Trubadurul. Scrierea succesivă a romanului sub influența reflecțiilor critice ale membrilor cenaclului „Sburătorul” a determinat o lipsă de unitate a textului epic, existând trei acțiuni diferite (concertul din muzică de Bach, relația adulteră a prințesei Ada cu Lică Trubadurul și sfârșitul tragic al Siei, victimă a unor părinți denaturați).
Raporturile umane dintre personajele romanului sunt marcate de interese și de calcule riguroase, iar un rol important îl dobândește căsnicia. Fără a avea cinismul lui Bel-Ami (personajul lui Guy de Maupassant), principalele personaje au înțeles că parvenirea prin femei este mai rapidă și mai puțin costisitoare. Întâlnit din întâmplare, Lică Trubadurul devine tot mai ambițios să urce pe scara socială și acceptă să fie întreținut de prințesa Ada Razu; în lipsa acelei întâlniri providențiale este greu de știut dacă personajul ar fi putut să-și depășească ambițiile mărunte. 
Prințesa Ada Razu a intrat într-o familie princiară prin căsătoria cu prințul Maxențiu, dar ea este privită ca o parvenită și nu are parte de o poziție solidă în societate. Relația extraconjugală cu un simplu maestru dresor, fie și înrudit cu o familie influentă, ar risca să o compromită, iar ea încearcă prin urmare să pătrundă în cercurile exclusiviste împreună cu amantul, profitând de relațiile de rudenie ale lui Maxențiu cu muzicianul de faimă mondială Marcian. Prezența soțului îi este necesară Adei Razu cât timp se poate folosi de ea ca o trambulină pentru acceptarea în înalta societate; scopul fiind atins, Maxențiu devine un balast de care Ada încearcă să scape cât mai repede. „Pe Maxențiu îl suprima total, era ca și suprimat de altfel”, gândește personajul. Aflarea veștii că prințul a murit într-un sanatoriu din Elveția nu-i provoacă decât o ușurare sufletească.
Încheiate prin calcule meschine, familiile burgheze suferă de o degenerare biologică. Prima victimă este prințul Maxențiu, fiul cântăreței de varieteu Zaza care dansa cu sânii goi pe scena teatrului Alcazar și care avea o mulțime de admiratori. El este recunoscut ca fiu de către un „prinț bătrân și decavat, dar destul de autentic” și moștenise titlul nobiliar, fără a se ști dacă era într-adevăr urmașul biologic al prințului. Autoarea sugerează subtil că degenerarea actualului prinț Maxențiu s-ar datora moștenirii unei boli venerice de la propria sa mamă. Atunci când apare pentru prima oară în acest roman, Lică Trubadurul îl vede ca pe „un biet coconaș galben ca de ceară, cu gene roșii și cu ochii pătați”.
Autoarea își pierde totuși obiectivitatea în anumite momente, atunci când își etichetează personajele caracterizate printr-o trăsătură principală: „buna Lina” sau „proasta de Sia”. Din toată fauna de personaje ale romanului iese în evidență figura muzicianului Marcian, violonist, pianist și dirijor de renume european, în care unii critici au recunoscut trăsăturile compozitorului George Enescu. Prezentat fără contururi precise, personajul personifică aspirațiile umane superioare, căpătând contur doar atunci când domină „ca un stăpânitor” lumea muzicii.
Lumea prezentată de Hortensia Papadat-Bengescu este dominată de un instinct disperat de autoconservare, de aceea pare să nu aibă nicio perspectivă. Personajele duc o existență bazată pe automatisme sociale, în umbra unui trecut de care nu se pot dezbăra. Eroii romanului se împart în două categorii în funcție de modul de acțiune: eroii vulgari, care sunt mânați de instincte și de interese și nu au o viață sufletească, și eroii inactivi, ce se izolează de exterior și se exprimă prin tăceri sau priviri pline de înțeles. Criticul Mihai Ralea remarca inactivitatea personajelor, învinuind-o însă pe autoare că se mărginește să le povestească viața și nu le dă personajelor șansa de a acționa singure.
Arta pare să fie singura posibilitate de salvare a personajelor din meschinăria unei vieți burgheze, deoarece ea poate trezi „corpul spiritual” și conferi o noblețe nepieritoare. Prezentând simțirile Elenei Drăgănescu la o repetiție a concertului, scriitoarea afirmă că „muzica o liniștea, îi da o certitudine absolută. Era o plutire pe o mare frumoasă, cu porturi unde ateriza fericită. Sunetele clădeau geometria solidă a unor orașe albe, inundate de o lumină egală, ce se difuza repetat. (...) Ritmul cu frază largă sau șoapta minuțioasă a lui Bach nu părăseau nici un moment o idee gravă, o emoție concentrată, cu desenul tras sigur printre meandrele armonioase. Sunetele scoteau reliefurile unor efigii nobile, și modulațiile aveau sugestii virtuoase. Se înălțau rugăciunile simple ale unor iubiri fără duplicitate, cu ascensiune senină; iubiri nălțate de un suflet victorios, dar fără de fast și vanitate, trecând peste obstacole învinse de măiestria sufletească”.
Singurul moment în care aceste ființe superficiale au trăiri omenești îl constituie doar boala. Constantin Ciopraga constata că aproape toate personajele Hortensiei Papadat-Bengescu sunt apăsate de morbiditate, de spaime și moarte, ca urmare a uscăciunii morale produse de distanțarea de natură. Spre exemplu, prințul Maxențiu își analizează propria boală, dezvăluind o sensibilitate greu de anticipat. Bolnavii din romanele Hortensiei Papadat-Bengescu simt nevoia să se izoleze de lume nu din egoism, ci pentru a-și păstra aparența socială. Societatea acceptă boala închipuită ca o formă de excentricitate (bolnavii închipuiți aruncă banii pe medicamente, așa cum snobii sănătoși îi aruncă pe caii de curse), dar se apără de boala reală care îi aduce spaima morții. Universul social trebuie să rămână unul steril, iar bolnavii reali trebuie să dispară.

## Teme principale

### Arivismul
Literatura europeană din secolul al XIX-lea a prezentat decăderea aristocrației și ridicarea prin mijloace morale sau imorale a unei clase sociale noi. Scopul principal era dorința de a justifica pretențiile ariviștilor de a prelua rolul social și politic, precum și averile latifundiarilor, care erau înfățișați ca nevrednici de a-și îndeplini funcțiile deținute în perioada medievală.
Parvenitismul a fost un fenomen social caracteristic ascensiunii burgheziei din România, el prelungindu-se o vreme îndelungată și având particularități specifice perioadei istorice în care a avut loc. Profitând de lenea și desfrâul clasei boierești, arendași și funcționari energici încep să se ridice pe plan social, cumpărând moșii și imobile și devenind tot mai prosperi. Noii îmbogățiți din România proveneau adesea de la periferia societății, fiind inculți, vulgari și cu maniere grosolane.
După cum remarca și criticul Eugen Lovinescu, conducătorul cercului literar „Sburătorul”, arivismul devenise o temă recurentă în literatura română: „Dacă din civilizația noastră de azi n-ar fi rămas posterității decât puținele romane ce avem, urmașii și-ar face o falsă idee despre fizionomia societății noastre, întrucât eroul de predilecție al romanului românesc este învinsul... În țara noastră încă tânără și plină de energie e un număr nesfârșit mai mare de Dinu Păturică și Tănase Scatiu decât de Dan și Neculai Manea; de pretutindeni se ridică oameni noi, aprigi la luptă, harnici, ambițioși, ce vor să ajungă cu orice preț, călcând totul în picioare, afecții, legături sfinte, în vederea scopului suprem de a se îmbogăți și de a fi puternici. Adevăratul erou reprezentativ al societății noastre e, așadar, Tănase Scatiu”. (Eugen Lovinescu, Cinquantenarul romanului românesc, Critice, vol. IV, Ed. „Ancora”, București, 1928.)
Arivistul este reprezentat în acest roman de personajul Lică Trubadurul, înrudit cu aproape toată lumea, dar rămas sărac. Din acest motiv el este disprețuit de rudele sale bogate care se jenează cu el pentru că le reamintește prin simpla sa prezență de trecutul lor umil. Neplăcându-i să învețe, el nu reușește să fie promovat ofițer, rămânând la gradul de plutonier-major; din acest motiv relațiile sale cu familia sa se răcesc, iar sora sa Lenora „îl trata ca pe câinii bărbatului ei”.
Aventurier și vagabond, el are succes mare la femei, dar nu reușește să avanseze pe scara socială până la întâlnirea cu prințesa Ada Razu. Angajat ca profesor de echitație al acesteia, obraznicul Lică devine repede amant al prințesei. Încercările Adei Razu de a-l transforma într-un gentleman se lovesc inițial de instinctul de autoconservare al lui Lică, stânjenit de somptuozitatea spațiului burghez și de comportamentul prea riguros care i se impune. Înțelegând avantajele ascensiunii sociale, Lică devine tot mai ambițios și se transformă, sub supravegherea atentă a Adei, adoptând o nouă ținută vestimentară și un nou stil de trai. Personajul devine un membru al lumii mondene: „trecuse pragul despărțitor al celor doua medii sociale și prinsese gust să rămână dincoace, unde îl condusese destinul lui de parvenitism”, fiind tot mai încrezător în „regia norocului”. La finalul romanului, Lică este propus candidat pentru postul de deputat de Bihor. Vestea îi schimbă intențiile și, dornic să se rupă de propriul trecut, lasă dricul cu fiica sa să meargă singur spre cimitir.

### Lipsa de tradiții și snobismul burgheziei românești
Romanul Hortensiei Papadat-Bengescu prezintă mai multe familii ce făceau parte din lumea mondenă a capitalei României. Personajele acestui roman sunt parveniți pătrunși în înalta societate care, neavând nicio tradiție aristocratică, mimează cu snobism bunele maniere. Originile acestor familii sunt umile: Lenora este fiica unui „accizar” (funcționar fiscal) din Mizil, Doru Hallipa provine dintr-o familie de arendași îmbogățiți, Ada Razu este poreclită „făinăreasa” deoarece averea adusă de întreprinderile de morărit ale tatălui ei au propulsat-o către blazonul princiar, industriașul milionar Drăgănescu este fiu de cârciumari.
Urmașii parveniților nu mai sunt preocupați de lupta pentru îmbogățire, deoarece ei sunt deja bogați, ci caută să-și consolideze poziția în societate, urmărind poziții politice sau organizând evenimente culturale exclusiviste. În acest sens, George Călinescu a observat că „un aspect caracteristic al acestei lumi este că indivizii nu sunt preocupați de bani decât la început, în momentul intrării în clasă. Toți sunt mai mult sau mai puțin bogați, dar aflați în afara oricărei griji materiale. Averea este unicul mediu în care pot pluti aceste ființe diafane. Energia nemaifiind îndreptată în sensul câștigării existenței, toate subiectele romanului balzacian sunt eludate. Aci n-aveam de-a face cu ambițioși politici, cu avari, cu speculanți, ci cu persoane preocupate de «ce zice lumea», ambiționând să dea serate, să fie primite la anumite recepții dificile, să reacționeze în toate momentele vieții, chiar cele mai grave, în modul cel mai distins”.
Fiind destul de nouă în plan social, burghezia din primele două romane ale Hortensiei Papadat-Bengescu începe să se comporte ca o castă, introducând o serie de norme pentru a limita accesul noilor veniți. Instinctele primare de arivism nu s-au pierdut cu totul, așa că familiile îmbogățite simt nevoia să le mascheze prin convenții sociale, disimulându-și propriul trecut și evitând contactul cu rudele sărace și cu toți cei care ar putea să le amintească de originile lor umile. Burghezia capitalistă a Hortensiei Papadat-Bengescu trăiește într-un mediu sordid, care nu seamănă nici cu cel creionat de I.L. Caragiale, fiindcă îi lipsește umorul și veselia, nici cu cel al lui Balzac, pentru că personajele sunt lipsite de pasiune și „mediocre în răutate”.
Personajele fac eforturi disperate de a trăi distins, cheltuind sume mari de bani pentru a ieși în evidență și a-și crea o imagine diferită de ceea ce sunt în realitate. Eforturile nu sunt ridicole ca la personajele lui I.L. Caragiale, deoarece personajele Hortensiei Papadat-Bengescu s-au deprins într-o anumită măsură cu stilul de viață luxos. Lipsa de cultură, imoralitatea și lipsa sentimentelor nu pot fi însă ascunse, ieșind la iveală în anumite momente. Personajele simt nevoia să epateze precum Ada Razu care poartă pe degete un inel cu un safir uriaș. „Sufletul lor [acestor oameni – n.n.] e încă primitiv și grosier subt reflexe de aur și de purpur. Din civilizație ei n'au decât confortul”, observa criticul Mihai Ralea. Mediul uman descris de Hortensia Papadat-Bengescu aparține „unei burghezii de formație recentă, fără tradiții, fără morală, fără gust”, dar care cultivă luxul și dorește să constituie o elită.
Concertul din muzică de Bach organizat în saloanele Elenei Drăgănescu este un eveniment monden de prim rang nu atât prin prezența muzicianului de talie europeană Marcian, cât mai ales prin selecția riguroasă a invitaților din rândul protipendadei capitalei. Obținerea unei invitații la concert devine astfel o confirmare a rangului social al participanților și o posibilitate a proaspăt îmbogățiților de a-și satisface orgoliul prin socializarea cu „lumea bună”. Moartea Siei în zilele premergătoare concertului produce o consternare generală, dar membrii înaltei societăți găsesc soluția salvatoare: „Mâine facem generala liniștiți, marți avem timp pentru condoleanțe și miercuri pornim toți la înmormântare... iar joi, marele concert!”.

## Stil literar
Stilul literar al Hortensiei Papadat-Bengescu a fost considerat greoi din cauza familiarității sporite a autoarei cu limba franceză și a lipsei de obișnuință în exprimarea în limba română. Astfel, romanele ei conțin numeroase greșeli gramaticale și lingvistice care se repetă și creează dificultăți în înțelegerea textului literar. „Oricât de remarcabil ar fi al doilea roman al d-sale, «Concert din muzică de Bach», el ne lasă impresia unei produceri străine de spiritul propriu al literaturii noastre, înainte de orice prin caracterul diferențial al scrisului, în afară de duhul limbii noastre”, susținea Șerban Cioculescu. O opinie similară a formulat-o istoricul literar Dumitru Murărașu care, deși consideră că romanul Concert din muzică de Bach este o mare lucrare epică, cu analize sufletești de finețe, concluzionează că „în opera epică și dramatică a acestei scriitoare, calității de fond nu-i corespunde și una de formă. H. Papadat Bengescu nu are simțul limbii noastre”. Criticul Mihai Ralea remarca, în plus, că limba de conversație folosită de lumea bună este nefirească și forțată.
Greșelile gramaticale și lingvistice existente în scrierile Hortensiei Papadat-Bengescu sunt frecvente: dezacorduri dintre subiect și predicat, folosirea greșită a prepozițiilor și locuțiunilor, declinările greșite ale pronumelor, franțuzisme neestetice și vulgare contrare spiritului limbii române etc. Se observă că autoarea a depus eforturi neobișnuite pentru a-și autohtoniza mijloacele de expresie. Prezența greșelilor de exprimare este însă incontestabilă până și principalul susținător al scriitoarei, Eugen Lovinescu, recunoscând că stilul scriitoarei este împânzit de exces de adjective, abuz de neologisme, construcții obscure și pedante și cacofonii. Scrisul pare neglijent și stângaci, producând mirarea criticilor cu atât mai mult cu cât autoarea susține că romanul a fost citit anterior într-un cenaclul literar.
În ciuda acestor greșeli, criticii și istoricii literari au recunoscut valoarea literaturii scrise de Hortensia Papadat-Bengescu și au susținut că supărătoarele erori de exprimare nu anulează substanțialitatea conținutului.

## Aprecieri critice
Literatura Hortensiei Papadat-Bengescu a fost apreciată de către membrii cenaclului literar „Sburătorul” nu pentru că zugrăvea lumea parveniților și snobismul protipendadei bucureștene, ci pentru că explora profunzimea psihologică a personajelor, acordând o mare atenție psihologiilor „morbide” și „ilogice”, „complexe”, „rafinate” și „intelectualizate” (după cum se exprima Eugen Lovinescu), precum și „valorilor sufletești eliberate de determinism social” și „saturate de analism” (potrivit lui Pompiliu Constantinescu). „Subtilă analistă, rafinată scriitoare, d-sa și-a ales ca domeniu personal high-life-ul, descriind cu fine nuanțe stările morale ale super-structurii sociale. Limitându-și investigația asupra unui teritoriu bine conturat, d-sa a suit în ultimii zece ani treptele unei frumoase cariere epice”, îi descria laudativ activitatea literară criticul Șerban Cioculescu.
Criticul Ov.S. Crohmălniceanu considera că romanele Hortensiei Papadat-Bengescu sunt precursoarele literaturii de analiză românești, excelând în sondarea adâncă a psihologiilor personajelor și explorând stările sufletești, sentimentele umane și procesele morale. Autoarea manifestă o curiozitate analitică morbidă, urmărind comportamentul bolnavilor precum studierea evoluției tuberculozei de către prințul Maxențiu sau descrierea obsesiilor psihopate ale profesorului Rim. Originalitatea romanelor Hortensiei Papadat-Bengescu derivă din prezentarea unui mediu citadin, din descrierea cu luciditate a iubirii feminine de la formele ei simple și rudimentare până la cele poetice și din analiza introspectivă a psihologiei personajelor.

### Comparații între romanele din Ciclul Hallipilor
Primele trei romane ale ciclului Hallipilor – Fecioarele despletite (1925), Concert din muzică de Bach (1927) și Drumul ascuns (1932) – sunt considerate de criticii literari drept cele mai reușite scrieri ale Hortensiei Papadat-Bengescu, având aceeași formulă stilistică. Ele concretizează un efort artistic întins pe durata a mai puțin de un deceniu, în care scriitoarea și-a folosit toate resursele literare. În opinia criticului Șerban Cioculescu, primele trei romane centrate în jurul familiei Hallipa au impus-o pe Hortensia Papadat-Bengescu ca o romancieră „de ascuțită luciditate, de pătrunzătoare intuiție a mediului urban, cu o deosebită priză în mobilele subconștientului”, oferindu-i „un loc de seamă în romanul nostru contemporan”. Ulterior, potrivit criticului Mihai Zamfir, „forța Hortensiei a scăzut brusc, iar scrisul ei nu a mai prezentat interesul de odinioară”.
Analizând opera literară a Hortensiei Papadat-Bengescu, criticul Silvian Iosifescu consideră că mai ales romanele Concert din muzică de Bach și Drumul ascuns au o „rigoare expresivă în compoziție” și o „echilibrare a diferitelor elemente” ca rezultat al unei perioade mai lungi de elaborare. Mihai Zamfir afirmă că romanul Concert din muzică de Bach atinge nivelul calitativ maxim al prozei Hortensiei Papadat-Bengescu, în timp ce „Drumul ascuns reia, în ton minor, Concertul…, fără a-i coborî prea mult nivelul”. George Călinescu îl considera cel mai bun roman al autoarei, apropiat prin respectul pentru convenționalism de romanele lui Marcel Proust, în care viețile personajelor se consumă în nimicuri mondene petrecute în saloane.

### Calitățile și limitele romanului
Mult mai entuziast, Eugen Lovinescu afirma că romanul Concert din muzică de Bach este o scriere deschizătoare de drum care stă la baza afirmării unei noi literaturi române pur urbane, înfățișând „o mare frescă a vieții orășenești, unde toate straturile sociale sunt reprezentate, de la acel Lică Trubadurul, crai de mahala, în care germinează virtualitățile ascensiunilor fulgerătoare, și până la prințul Maxențiu, floarea de seră a unei rase istovite, între care nimic nu-i lăsat la o parte, nici intelectualitatea, nici senzualitatea, nici arta (cu gravele emoții ale concertului), nici forțele instinctuale, nici patologia, nici virtuțile burgheze, nici feminismul, într-un cuvânt, nimic din tot ce constituie complexitatea unei vieți chinuite de atâtea nevoi și aspirații”. Acest roman este considerat de același critic ca fiind superior creaților literare românești din perioada anterioară „prin viața intensă, puterea de analiză, intelectualitatea și chiar ordonanța compoziției”. Lirismul scrierilor anterioare pare să se fi resorbit în noul roman, mai obiectiv și aproape în întregime epic.
Limitele romanului au fost evidențiate cu severitate de criticul Mihai Ralea într-o analiză misogină în care afirma că femeia scriitoare „nu poate vedea decât confuz și nedeterminat, dincolo de viziunea ei sublectivă, (...) nu poate face observație psihologică asupra altuia, fără s'o falșifice prin punctul propriu de vedere”. Criticul sus-menționat susține că romanul Hortensiei Papadat-Bengescu este lipsit de obiectivitate, iar autoarea își manifestă pregnant simpatia sau antipatia față de unele personaje, care sunt lipsite astfel de o existență de sine stătătoare. Astfel, autoarea îl privește cu dezgust pe ofticosul prinț Maxențiu și cu toleranță și simpatie pe afemeiatul Lică Trubadurul. Ralea identifică mai multe deficiențe ale romanului: atitudine subiectivă a autoarei, schematism și lipsă de individualitate în conturarea personajelor, credibilitate redusă a unor întâmplări precum întâlnirea neprevăzută între Lică și Ada sau pasiunea acestei femei cerebrale pentru un pierde-vară inferior rangului ei social ce aduc aminte de providențialismul existent în romanele-foileton, neprezentare a modului în care se dezvoltă sentimentele sau pasiunile ce creează astfel impresia că acestea au apărut spontan (spre exemplu relațiile de dragoste dintre doctorul Rim și Sia sau dintre Ada și Lică), descrieri de prost gust (precum plăcerea prințului Maxențiu de a-și mirosi propria transpirație) și o exprimare neglijentă plină de greșeli gramaticale.
Succesul redus la public al romanului Concert din muzică de Bach s-a datorat, în opinia lui Nicolae Manolescu, faptului că majoritatea cititorilor îl considerau o „proză lentă și greoaie, cu multe greșeli de exprimare”, această percepție negativă influențând inițiativa de introducere a romanului în programele școlare. Criticul sus-menționat afirmă că impresia cititorilor este falsă, datorându-se dificultăților de acomodare cu textul literar. Chiar dacă stilul scriitoarei „abundă în barbarisme și construcții defectuoase, nu o dată chiar sub raport gramatical” (după cum observa Ov.S. Crohmălniceanu), romanele Hortensiei Papadat-Bengescu au o valoare incontestabilă. „Concertul mi se pare astăzi mai degrabă un roman rezumativ, decât unul minuțios (...): este liniar, ca o nuvelă ceva mai lungă, deloc inextricabil sau labirintic; pe scurt, a devenit perfect lizibil”, concluzionează Nicolae Manolescu.

## Traduceri
Romanul Concert din muzică de Bach a fost tradus în mai multe limbi străine: maghiară (Kamarazene * Rejtett út, Európa, Budapesta, 1964; traducere de Éva Lendvay; volumul conține și traducerea romanului Drumul ascuns), germană (Das Bachkonzert, Verlag Volk und Welt, Berlin, 1967, 1968, 1975; reeditat de Editura Kriterion, București, 1975; traducere de Valentin Lupescu), slovacă (Bachov koncert, Slovensky spisovatel, Bratislava, 1977; traducere de Ján Kerdo), bulgară (Koncert ot tvorbi na Bach, Narodna kultura, Sofia, 1978; traducere de Ghergana Stratieva), poloneză (Koncert muzyki Bacha, Czytelnik, Varșovia, 1981; traducere de Janina Wrzoskowa), franceză (Le concert de Bach, J. Chambon, Nîmes, 1994; traducere de Florica Ciodaru-Couriol), engleză (A Concert of Music by Bach, Ed. Scrisul Românesc, Craiova, 2005; traducere de Ileana-Alexandra Orlich; reeditat în vol. The Hallipa trilogy. The disheveled maidens. A concert of music by Bach. The hidden way de către Cluj University Press, Cluj-Napoca, 2007) și spaniolă (Concierto de música de Bach, Gadir Editorial, Madrid, 2010; traducere de Joaquín Garrigós Bueno). Un fragment din acest roman a fost tradus în perioada interbelică în limba franceză („Funérailles (fragment du Roman Concert Bach)”, în vol. Sarina Cassvan, Contes roumains d’ecrivains contemporains, 1931, pp. 168–175; traducere de Sarina Cassvan).

## Adaptări

### Ecranizare
Romanul a fost ecranizat de regizorul Dinu Tănase, după un scenariu propriu, într-un film de televiziune omonim cu o durată de 69 de minute, pe care criticul Călin Căliman îl considera „un exercițiu de stil incitant și convingător”. Rolurile principale au fost interpretate de Fory Etterle (doctorul Rim), Irina Petrescu (Elena Drăgănescu-Hallipa), Ovidiu Iuliu Moldovan (Lică Petrescu), Ica Matache (Lina Rim), Dana Comnea (Mini), Carmen Maria Strujac (prințesa Maxențiu), Cornel Coman (Drăgănescu-Hallipa), Mihaela Gagiu (Sia), Dorin Varga (Paul Marcian), Ioana Ciomârtan (baba), Ada D’Albon Azimioară (Nory), Radu Ionescu (prințul Maxențiu), Ovidiu Schumacher (Vladici/Vardali) și Liane Birenberg (Mika-Lé).
Filmul a fost produs de Televiziunea Română – Redacția emisiunilor culturale. Regizorul Dinu Tănase se afla la debutul în filmul de ficțiune, el fiind de meserie operator de imagine, care se făcuse cunoscut, printre altele, pentru imaginea serialului TV Urmărirea (1971) și a filmelor Întoarcerea lui Magellan (1974) și Ilustrate cu flori de cîmp (1975). Filmările s-au desfășurat în toamna anului 1974 și primăvara anului 1975 și au durat 30 de zile. Sunt incluse în secvența de la hipodrom și câteva imagini provenite din filmul Lia (1927) al lui Jean Mihail. Filmul a fost difuzat de TVR ca un serial în patru episoade de aproximativ 20 de minute în primăvara anului 1975 și apoi prezentat integral ca un lungmetraj într-o proiecție publică care a avut loc în sala Asociației Cineaștilor din România (ACIN).
Ecranizarea romanului Concert din muzică de Bach a fost primită cu elogii de critica de film. Astfel, criticul Gelu Ionescu scria într-un articol publicat în aprilie 1975 în revista Cinema că regizorul Dinu Tănase, un „artist cu rar talent” cu „virtuțile unui regizor de cert viitor”, a fragmentat acțiunea stufoasă a unui roman clasic considerat anterior neecranizabil, prilejuind spectatorilor „o întâlnire neașteptat de matură și de sensibilă cu complexitatea tulbure, echivocă a personajelor Hortensiei Papadat Bengescu” într-un „omagiu” cinematografic adus scriitoarei. Filmul creează, în opinia criticului, o atmosferă livrescă cu personaje pedante, pusă în valoare de „interpretări de egală virtuozitate în roluri atât de dificile”, printre care iese în evidență în mod deosebit cea a Irinei Petrescu, care-și joacă rolul „cu o distincție și virtuozitate de excepție”. Concluzia criticului este că ecranizarea romanului Hortensiei Papadat-Bengescu se dovedește a fi „o peliculă inventivă și rafinată”.
De asemenea, o recenzie publicată în Almanahul Cinema din 1976 consemna următoarele: „Dinu Tănase, de data asta scenarist și regizor, a întârziat asupra romanului cu o înțelegere complexă și subtilă a universului de neliniștită sensibilitate în care se desfășoară întâmplările de pe «ecranul» literar al Hortensiei Papadat Bengescu. O lume «de ieri», dezarticulată, o lume de panopticum, peste care muzica lui Bach, gravă, plutește ca o amenințare”.

### Teatru radiofonic
Romanul a fost dramatizat de Alexandru Babeș pentru Teatrul Național Radiofonic, fiind realizat în 1981 un spectacol de teatru radiofonic cu o durată de 159 de minute în regia artistică a lui Constantin Dinischiotu. Distribuția a fost formată din George Constantin (dr. Rim), Olga Bucătaru (Lina), Adina Popescu (Sia), Valeria Gagealov (Nory), Rodica Popescu-Bitănescu (Mini), Ion Marinescu (Lică), Adela Mărculescu (Ada Razu), Constantin Dinulescu (Maxențiu), Ion Pavlescu (dr. Răuț), Florian Pittiș (George), Hamdi Cerchez (Whip), Ileana Predescu ș.a. Echipa tehnică a fost formată din Constantin Botez (regia de studio), Romeo Chelaru (regia muzicală) și ing. Vasile Manta (regia tehnică). Spectacolul a fost difuzat în șase episoade.